# 边见龙
边见龙，汉军镶蓝旗人，是一名清朝政治人物。监生出身。
边见龙曾于1779年接替王世峰任青浦县知县一职，1781年由林培由接任。